# Jacques Wyffels
Jacques Wyffels, né le 8 novembre 1920 à Lille, est un footballeur français des années 1940. Il était attaquant.

## Biographie
Jacques Wyffels joue à l'US Le Mans, au Stade rennais, au Lyon OU et au Red Star. 